# Челмет
Хокейний клуб «Челмет» — хокейний клуб із Челябінська, Росія. Заснований у 1949 році. В 1949—1989 роках — «Металург» (Челябінськ), протягом 1990—2011 років виступав під назвою «Мечел», сучасна назва — з травня 2012 року. Виступає у чемпіонаті Вищої хокейної ліги. 
Срібний призер Першості Росії (1997), бронзовий призер (1996). В вищій лізі у 1997—2003. Найкращий результат — 8-е місце (2001). 
Домашні ігри команда проводить у Льодовому палаці «Юність» (3650). Кольори клубу: синій, сірий і чорний.

## Історія
Хокейний клуб «Металург» був створений в грудні 1948 року. Засновником клубу був Челябінський металургійний комбінат, що згодом увійшов до ВАТ «Мечел». У 1948—1989 роках команда носила назву «Металург», з 1990 року була перейменована в «Мечел». У травні 2012 року ВАТ «Мечел» припинило фінансування клубу, його було перейменовано у «Челмет» і передано у власність провідного хокейного клубу міста «Трактора».
У чемпіонатах СРСР команда виступає з сезону 1956—1957 років У 1957-1969 роках — у класі «Б». У 1970, 1971, 1976, 1977, 1982—1985 — у другій лізі класу «А». З 1985 по 1997 рік у першій. У Суперлізі з 1997 по 2003 рік. З 2003 року команда грає у Вищій лізі.

## Досягнення
- Чемпіон РРФСР 1977 року
- Чемпіон і володар кубка Уралу 1995 року
- Чемпіон Уралу та Західного Сибіру, 1996, 1997 років.

В вищій лізі у 1997—2003. Найкращий результат — 8-е місце (2001).

## Відомі гравці і тренери
Найсильніші гравці різних років:
- воротарі: А. Зуєв, А. Ширгазієв, М. Ємельянов;
- захисники: М. Аскаров, А. Лопатін, Володимир Гапонов, В. Дубровін, В. Нікулін, І. Хацей;
- нападаники: В. Андрєєв, А. Баландін, Є. Бобикін, І. Варицький, С. Гомоляко, М. Якуценя, С. Соломатов, М. Бец, К. Перегудов.

Тренували команду: Микола Макаров, Сергій Парамонов, Володимир Васильєв.